# Уинемъка
Уинемъка (на английски: Winnemucca) е град в окръг Хъмбоулт, щата Невада, САЩ. Уинемъка е с население от 7174 жители (2000) и обща площ от 21,4 km². Намира се на 1309 m надморска височина. ЗИП кодът му е 89445-89446, а телефонният му код е 775.